# Tokaji

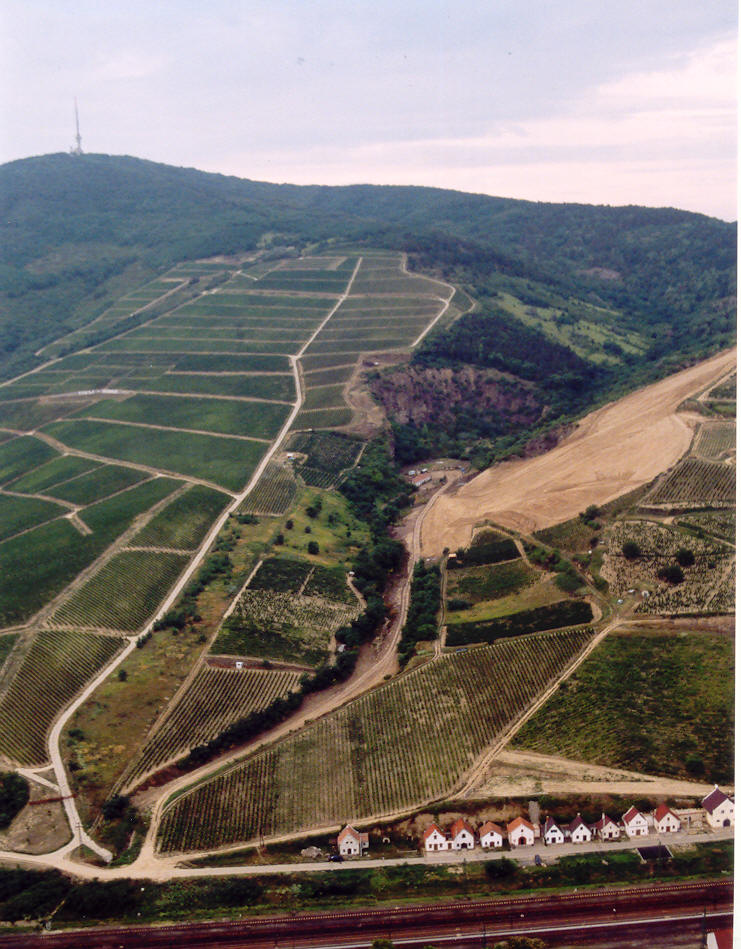
Vinha de Tokaj-Hegyalja.

Tokaji ("procedente de Tokaj" em húngaro), é a denominação recebida pelos vinhos produzidos na região de Tokaj-Hegyalja na Hungria e também numa pequena extensão da Eslováquia. Foi adquirindo diferentes nomes na Europa, dos quais o mais comum é Tokay, utilizado em França e na Inglaterra.
O vinho de Tokaji merece citação no próprio hino nacional húngaro.

## Caracterização
Situada 200 km a leste de Budapeste, esta região vinícola estende-se por uma zona de produção de cerca de 6.000 hectares.
Esta região é o reflexo de uma tradição vinícola única, existente há pelo menos mil anos e que se manteve intacta até aos nossos dias e a sua paisagem cultural histórica faz parte do Património Mundial da UNESCO desde Junho de 2002.

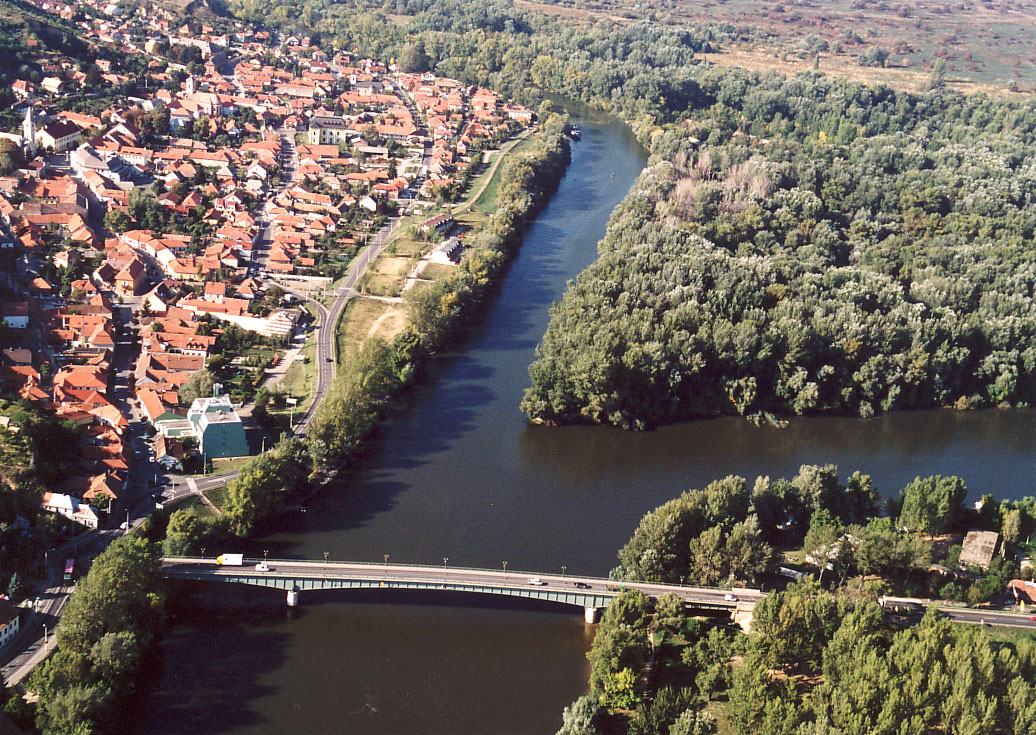
O rio Tisza e o afluente Bodrog, essenciais ao micro clima da região.

Esta região encontra-se situada a uma altitude entre 100 a 400 metros acima do nível do mar. O seu clima tipicamente continental é caracterizado por invernos extremamente frios e verões muito quentes. A generalidade das suas vinhas situam-se nas encostas dos montes Zemplen, junto aos rios Bodrog e Tisza. O tipo de solo é predominantemente de origem vulcânica com uma elevada percentagem de argila. A reunião de todos estes factores cria condições propícias ao desenvolvimento de Botrytis cinerea, favorecido pela já referida proximidade dos rios e consequente humidade.
As principais castas utilizadas nesta região, nomeadamente para a elaboração do Tokaji, são fundamentalmente as Furmint (casta com um elevado potencial aromático), Hárslevelü (que proporciona a formação de um elegante bouquet nos vinhos obtidos) e Muscat.
As caves do vinho Tokaji são cavadas nas rochas das montanhas vulcânicas da região, formando labirintos que chegam a ultrapassar os 30 quilómetros.  Estas caves mantém de forma natural níveis constantes de temperatura e humidade, criando condições ideais para armazenar e envelhecer os vinhos da região.

## Tipos de vinhos de Tokaj
Esta é uma lista de tipos de Tokaj

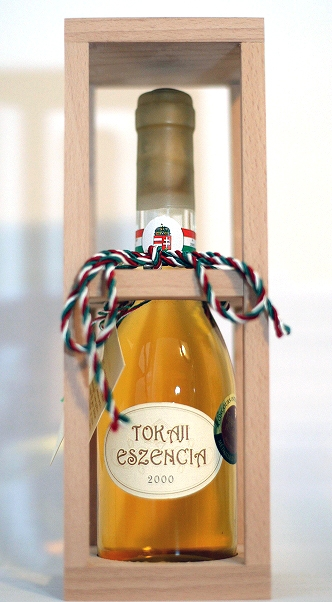
Uma garrafa de Tokaji Eszencia.

- Vinhos secos: Apelidados em tempos ordinarium (vinho comum) hoje em dia passaram a indicar o nome das respectivas castas: Tokaji Furmint, Tokaji Hárslevelû e Tokaji Sárgamuskotály.

- Vinhos de Vindimas Tardias: Nesta categoria encontram-se vinhos provenientes de uvas parcialmente botrytizadas, com maior ou menor quantidade de açúcar residual.

- Tokaji Szamorodni: Esta palavra de origem polaca significa: "como nasceu" ou "como isso cresce". O Szamorodni é elaborado a partir de uvas parcialmente botritizadas sem selecção dos bagos botritizados (aszú). Usado como aperitivo pode ser seco ou doce dependendo da proporção de uvas botritizadas.

- Tokaji Aszú: São os vinhos mais conhecidos da região. Provêm da adição ao vinho de base de uvas com elevado grau de podridão (também designada por podridão nobre), como resultado da presença do fungo Botrytis cinerea, dando origem à formação de uma massa pastosa. A quantidade desta "massa" adicionada ao vinho de base é quantificada em recipientes próprios designados por puttonyos (cada puttonyo significa 25 kg de aszú). Nos rótulos destes vinhos encontramos obrigatoriamente o número de "puttonyos" adicionados (varia de 3 a 6).

- Tokaji Eszencia: Uma raridade absoluta, o sumo gota-a-gota dos bagos de aszú. A Eszencia é um néctar com uma concentração de açúcar comparável à do mel.

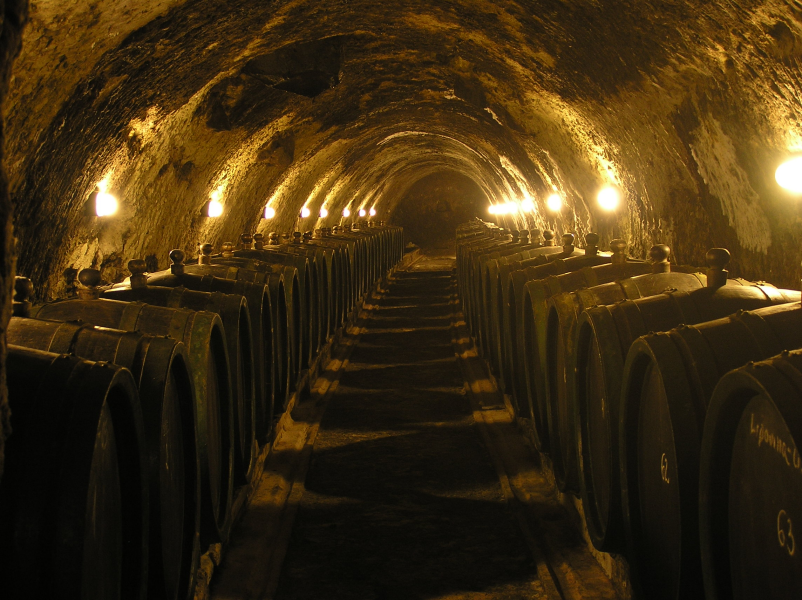
Caves de Tokaj